# Ludovic Magnin
Ludovic Magnin (* 20. dubna 1979 Sion) je bývalý švýcarský profesionální fotbalista, který nastupoval na pozici obránce. Od roku 2018 je trenérem švýcarského celku FC Zürich.

## Klubová kariéra
Začátkem roku 2002 odešel z Lugana do Werderu Brémy. Během tohoto angažmá jej provázela zranění, přesto si zahrál ve více než 60 soutěžních zápasech a získal mistrovský titul v ročníku 2003/04. V tom následujícím měl možnost zažít atmosféru zápasů Ligy mistrů. Během léta roku 2005 zamířil do Stuttgartu, kde strávil necelých pět sezón. V ročníku 2006/07 opět vyhrál mistrovský titul v Bundeslize. Kariéru dohrál v klubu FC Zürich.

## Reprezentační kariéra
Za reprezentaci si poprvé zahrál v přátelském zápase v srpnu 2000 proti Řecku (2:2).
Na Euru 2004 byl náhradníkem, zahrál si jen na pár minut v závěru zápasu proti Francii.
Švýcarsko se po tomto třetím zápase s turnajem rozloučilo.
Na MS 2006 v Německu byl součástí základní sestavy švýcarského národního mužstva, které vedl trenér Jakob Kuhn. Zahrál si v úvodních dvou utkáních skupiny a v neúspěšném osmifinále, kde Švýcarsko na penalty padlo s Ukrajinou.